# Wikitravel
Wikitravel je višejezični internetski wiki-projekt turističkih informacija. Danas (2012. godine) postoji 11 jezičnih projekata s više od tisuću članaka. Projekt su pokrenuli Evan Prodromou i Michele Ann Jenkins 2003. godine.
Tri godine poslije, 2006. godine tvrtka "Internet Brands" kupuje zaštićeno ime i poslužitelje Wikitravela, te potom uvodi reklame na svoje stranice. 

## Vanjske poveznice
- http://wikitravel.org/en/Main_Page Službene stranice